# Fauvel AV-17
Dimensions
Le Fauvel AV-17 (AV pour aile volante) est un planeur de formule aile volante étudié par Charles Fauvel et construit en France à la fin des années 1940.

## Histoire
Successeur amélioré du Fauvel AV-3, il fait l'objet en 1942 d'une commande de prototype par le service des sports. Très mal fabriqué par la société aéronautique du Rhône selon Charles Fauvel, il est détruit dès son deuxième vol en 1946. Il n'y aura pas d'autre exemplaire, Fauvel passant à la construction du Fauvel AV-22,.

### Articles liés
- Fauvel AV-36
- Fauvel AV-45
- Liste de planeurs